# أيمن شواط
أيمن شواط (بالفرنسية: Aymen Chouat)‏، هو مدرب تونسي من مواليد 4 أكتوبر 1984 بمدينة بنقردان، وهو لاعب سابق لنادي الاتحاد الرياضي ببنقردان.

## وصلات خارجية
- صفحة أيمن شواط على موقع كوووة.